# Lagorce (Gironde)
Lagorce (in okzitanischer Sprache: La Gòrça) ist eine französische Gemeinde mit 1.591 Einwohnern (Stand: 1. Januar 2022) im Département Gironde in der Region Nouvelle-Aquitaine. Sie gehört zum Arrondissement Libourne und zum Kanton Le Nord-Libournais.

## Lage
Lagorce liegt etwa 43 Kilometer nordöstlich von Bordeaux am Fluss Lary. Der Fluss Dronne bildet die östliche und südöstliche Gemeindegrenze. Umgeben wird Lagorce von den Nachbargemeinden Cercoux im Nordwesten und Norden, La Clotte im Norden, Chamadelle im Nordosten und Osten, Les Peintures im Osten, Coutras im Südosten und Süden, Guîtres im Süden und Südwesten sowie Bayas im Südwesten und Westen.

## Bevölkerungsentwicklung
| Jahr                       | 1962 | 1968 | 1975 | 1982 | 1990 | 1999 | 2011 | 2020 |
| Einwohner                  | 947  | 905  | 892  | 1046 | 1238 | 1294 | 1674 | 1642 |
| Quellen: Cassini und INSEE |      |      |      |      |      |      |      |      |

## Sehenswürdigkeiten
- Kirche Saint-Pierre, seit 1925 Monument historique, mit Skulptur Madonna mit Kind aus dem 14. Jahrhundert
- Kapelle Notre-Dame in Montigaut

Siehe auch: Liste der Monuments historiques in Lagorce (Gironde)

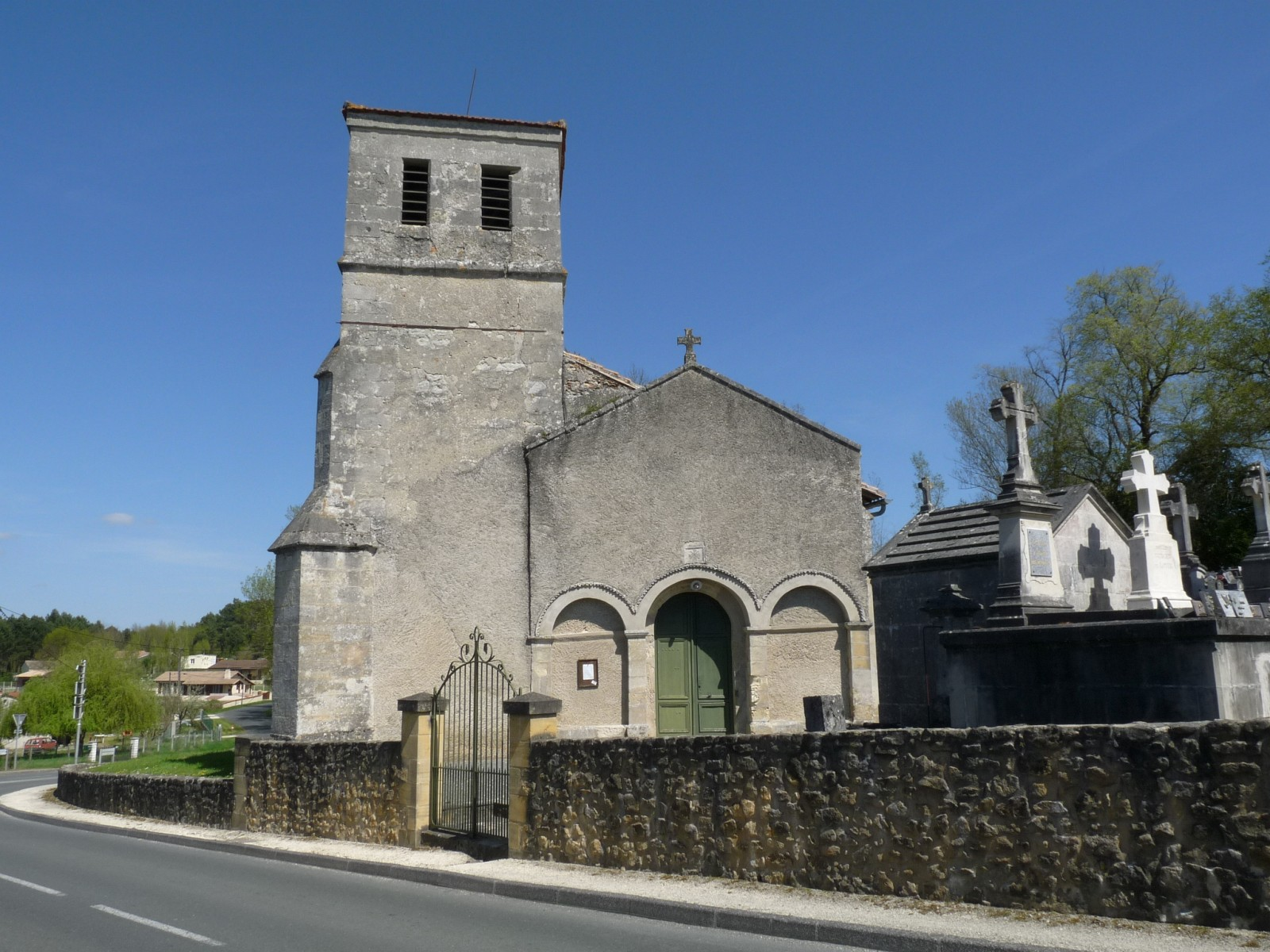
Kirche Saint-Pierre
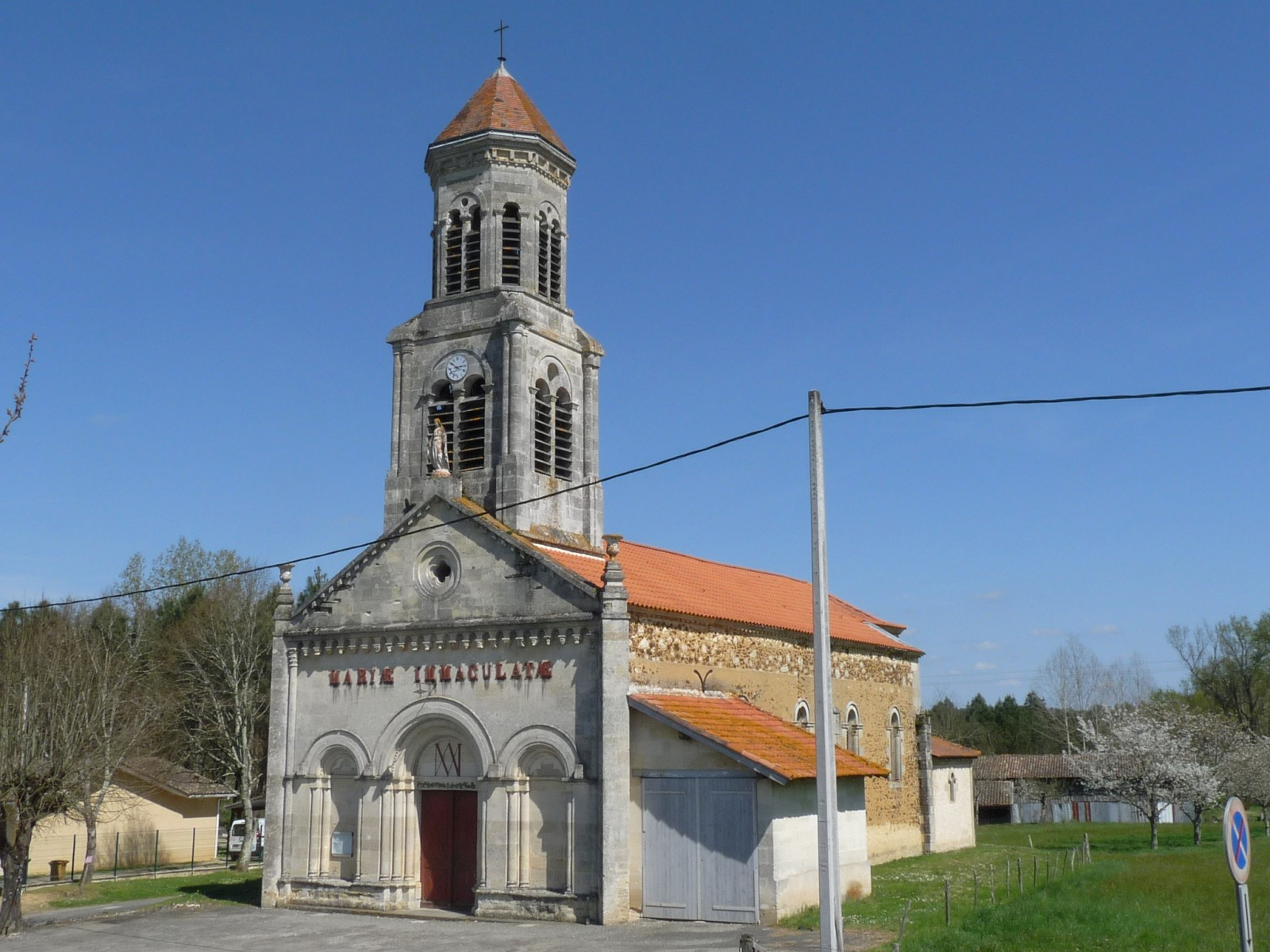
Kapelle Notre-Dame in Montigaut
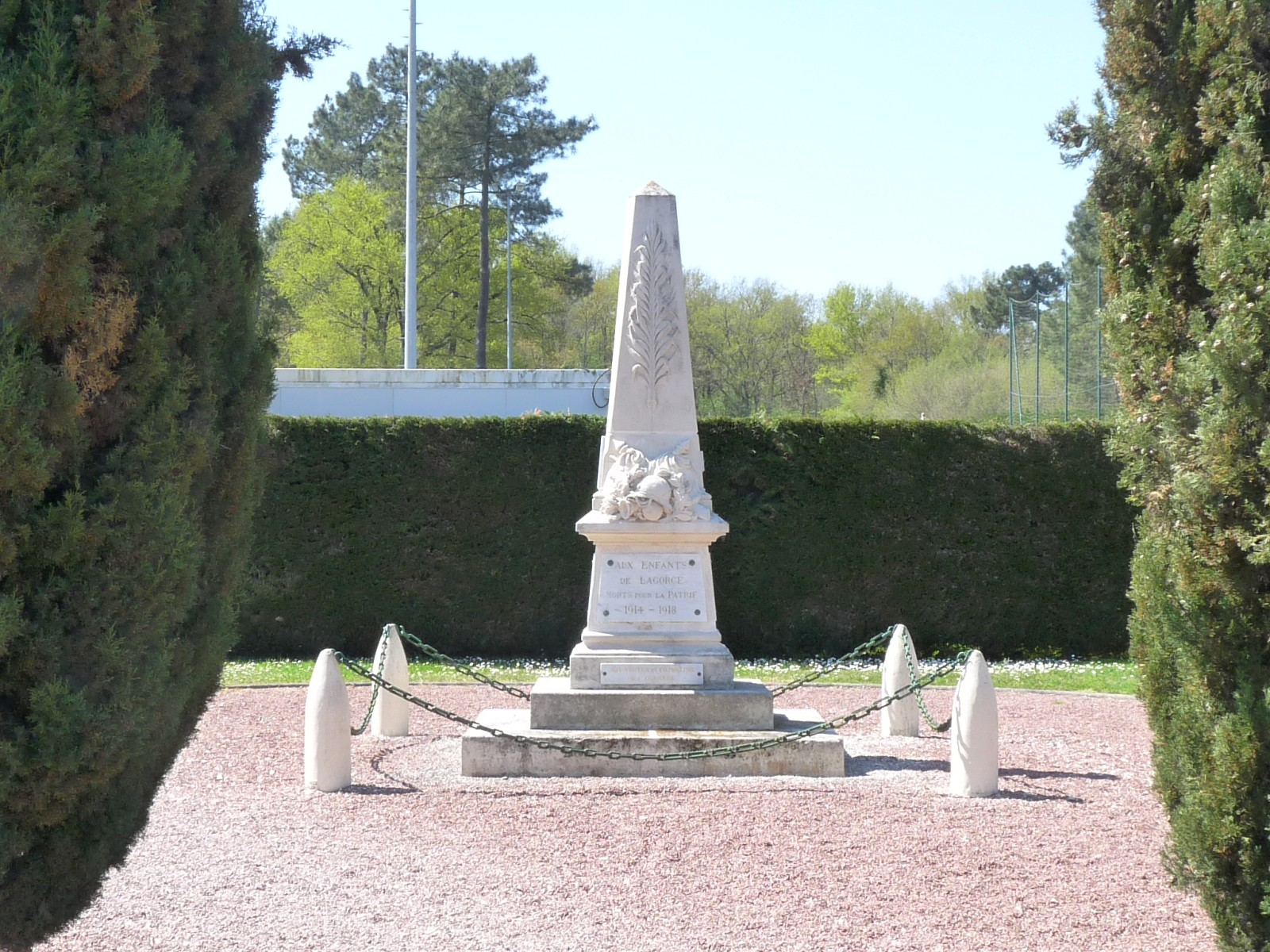
Gefallenendenkmal